# Laccogrypota dentata
Laccogrypota dentata är en insektsart som beskrevs av Nast 1949. Laccogrypota dentata ingår i släktet Laccogrypota och familjen spottstritar. Inga underarter finns listade i Catalogue of Life.